# Pirmin Schwegler
Pirmin Schwegler (ur. 9 marca 1987 w Ettiswilu) – szwajcarski piłkarz grający na pozycji środkowego pomocnika. Od 2017 roku zawodnik Hannoveru 96.

## Kariera klubowa
Schwegler jest wychowankiem małego klubu o nazwie FC Grosswangen. W 2002 roku mając lat 15 rozpoczął treningi w FC Luzern, a w sezonie 2003/2004 zadebiutował w barwach tego zespołu w drugiej lidze szwajcarskiej. Na drugim froncie Pirmin występował przez 2 lata, a latem 2005 przeszedł do pierwszoligowej drużyny BSC Young Boys. 13 lipca zadebiutował w ekstraklasie w wygranym 3:1 wyjazdowym spotkaniu z Neuchâtel Xamax, a w 5. kolejce w meczu z FC Schaffhausen strzelił pierwszego gola w lidze. Z Young Boys zajął 3. miejsce w Super League.
Latem 2006 Schwegler trafił do Bayeru 04 Leverkusen i podpisał z nim kontrakt do 2010 roku. W Bundeslidze swój pierwszy mecz rozegrał 17 września a Bayer przegrał na wyjeździe z Eintrachtem Frankfurt 1:3. W całym sezonie zagrał 21 razy w lidze (5. miejsce) oraz 5 razy w Pucharze UEFA (awans do ćwierćfinału). W latach 2009–2014 grał w Eintrachcie Frankfurt. Latem 2014 przeszedł do TSG 1899 Hoffenheim.
| Sezon   | Klub                | Rozgrywki  | Rozgrywki          | Mecze | Bramki |
| ------- | ------------------- | ---------- | ------------------ | ----- | ------ |
| 2003/04 | FC Luzern           | Szwajcaria | Challenge League   | 18    | 1      |
| 2004/05 | FC Luzern           | Szwajcaria | Challenge League   | 22    | 2      |
| 2005/06 | BSC Young Boys      | Szwajcaria | Swiss Super League | 32    | 1      |
| 2006/07 | Bayer 04 Leverkusen | Niemcy     | Bundesliga         | 21    | 0      |
| 2007/08 | Bayer 04 Leverkusen | Niemcy     | Bundesliga         | 11    | 0      |
| 2008/09 | Bayer 04 Leverkusen | Niemcy     | Bundesliga         | 14    | 0      |
| 2009/10 | Eintracht Frankfurt | Niemcy     | Bundesliga         | 25    | 3      |
| 2010/11 | Eintracht Frankfurt | Niemcy     | Bundesliga         | 32    | 1      |
| 2011/12 | Eintracht Frankfurt | Niemcy     | 2. Bundesliga      | 27    | 0      |
| 2012/13 | Eintracht Frankfurt | Niemcy     | Bundesliga         | 27    | 2      |
| 2013/14 | Eintracht Frankfurt | Niemcy     | Bundesliga         | 17    | 0      |
| 2014/15 | TSG 1899 Hoffenheim | Niemcy     | Bundesliga         | 28    | 1      |
| 2015/16 | TSG 1899 Hoffenheim | Niemcy     | Bundesliga         | 21    | 0      |
| 2016/17 | TSG 1899 Hoffenheim | Niemcy     | Bundesliga         | 10    | 0      |
| 2017/18 | Hannover 96         | Niemcy     | Bundesliga         | 29    | 0      |
| 2018/19 | Hannover 96         | Niemcy     | Bundesliga         |       |        |

## Kariera reprezentacyjna
W swojej karierze Schwegler występował w młodzieżowych reprezentacjach Szwajcarii na niemal wszystkich szczeblach. Swój pierwszy mecz rozegrał 2 maja 2000 z Belgią w kategorii U-16. Łącznie zaliczył 32 występy w reprezentacjach młodzieżowych w kategoriach U-16, U-17, U-18, U-19 i U-20.

## Życie prywatne
Mając 18 miesięcy zachorował na białaczkę, którą całkowicie pokonał dopiero w 2003 roku. Od tamtej pory wspiera fundacje walczące z tą chorobą. Jest młodszym bratem piłkarza Christiana Schweglera.